# История Фарерских островов

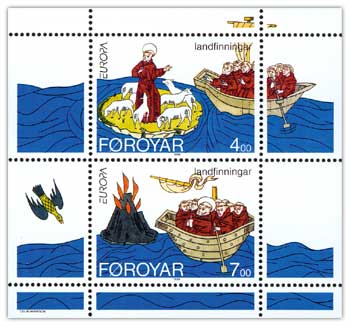
Святой Брендан открывает Фареры и Исландию
Почтовый блок Фарерской почты, 1994 год

Фарерские острова первоначально (с VI века н.э.) были заселены ирландскими монахами, а впоследствии использовались как связующее звено в системе транспортных коммуникаций между Скандинавией и колониями викингов, которые размещались на территории Исландии, Гренландии и, в течение непродолжительного времени, Северной Америки. В IX веке на острова стали прибывать поселенцы из Норвегии. С тех пор норвежские монархи стремились установить контроль над островами, но местное свободное население противостояло им. И всё же со второй половины XII века Фарерские острова вошли в состав Норвегии и являлись её частью до конца XIV века, после чего островами Норвегия владела вместе с Данией. В 1814 году Дания стала единоличным владельцем островов. Жители островов имеют скандинавские корни, а фарерский язык является потомком древнескандинавского языка. Во время Второй мировой войны Фарерские острова были оккупированы Великобританией. После войны в результате двух референдумов и длительных переговоров с Данией Фарерские острова получили ограниченный суверенитет, внешней политикой островов по-прежнему ведало датское правительство. Два представителя островов постоянно работают в датском парламенте.

## До XIV века
Сведений о фарерской истории до XIV века существует мало, и они противоречивы. Традиционно открытие островов приписывается святому Брендану, легендарному ирландскому монаху, в VI веке совершившему плавание по Атлантическому океану. В «Путешествии Святого Брендана Мореплавателя», написанном в IX веке, утверждается, что он посетил «Овечий остров» и «Птичий рай». Эти острова отождествляются с Фарерскими на том основании, что на Фарерских островах много птиц и овец.
В конце VII и начале VIII на островах регулярно селились ирландские монахи-отшельники. Первый письменный источник, упоминающий Фарерские острова, был создан ирландским монахом Дикуилом, жившим во Франкском королевстве. Он написал книгу о северных странах, «Liber de Mensura Orbis Terrae», в которой упоминает о существовании островов в Северной Атлантике в двух днях плавания от Ирландии. Он сообщает также, что в течение около ста лет на островах жили лишь ирландские монахи, а затем норвежские разбойники выгнали их. Описание и местоположение островов совпадает с фарерскими реалиями. Недавние исследования пыльцы показывают, что овёс выращивали на Фарерских островах уже около 650 года, что также соответствует приведённым в книге датировкам.

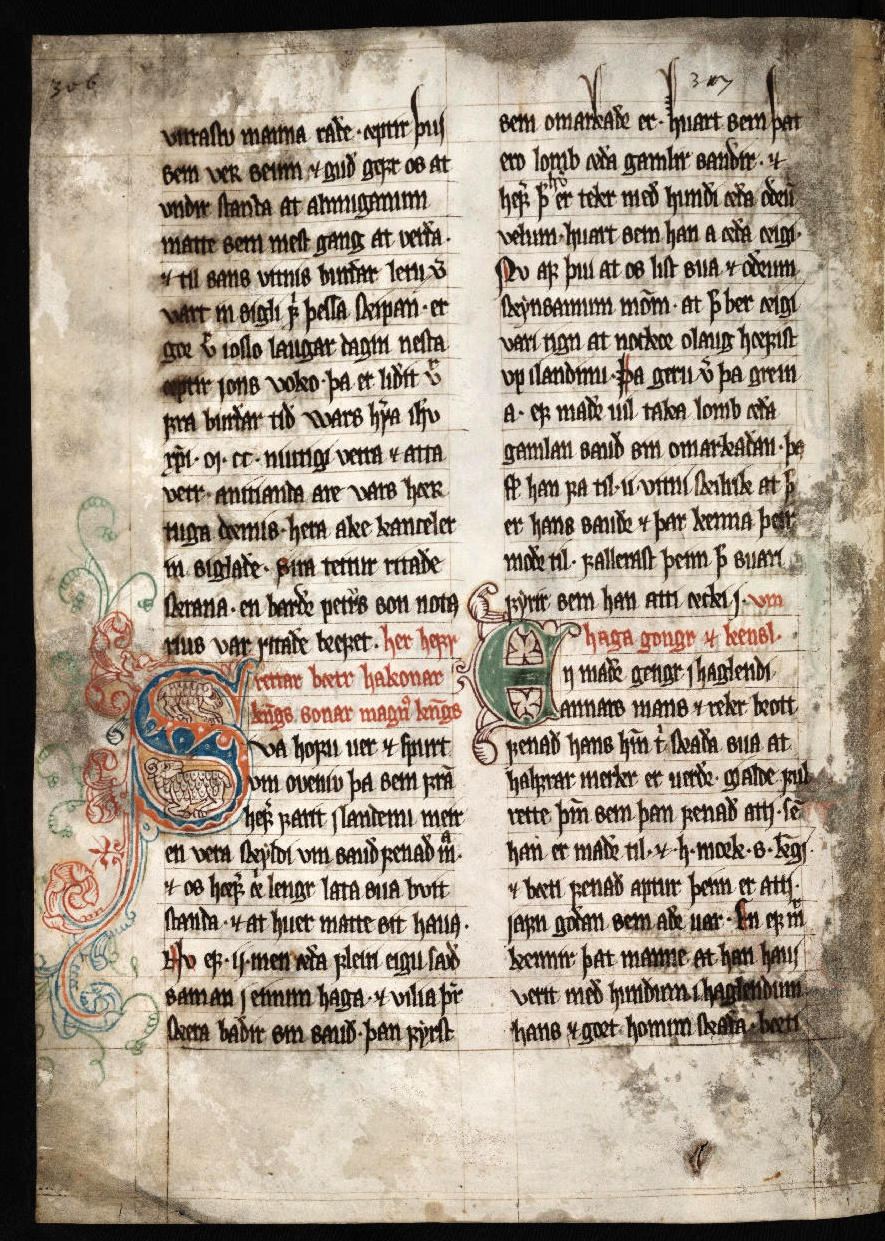
Первая страница «Овечьей книги», самого раннего дошедшего до нас документа, написанного на Фарерских островах (ок. 1310)

Бо́льшая часть сведений об истории островов до XIV века известна нам из «Саги о фарерцах», которая дошла до нас в виде вставок в другие саги, которые к тому же отличаются по содержанию. Достоверность сообщаемых в ней сведений неизвестна. В наиболее полном из имеющихся тексте саги, который содержится в «Книге с Плоского острова», некий Грим Камбан, норвежец, поселился на островах в период правления конунга Харальда Прекрасноволосого (872—930). Это противоречит книге Дикуила. Не вызывает, однако, сомнения тот факт, что норвежцы селились на Фарерских островах. Так, в деревне Сандавагур на острове Воар был найден рунный камень с надписью «Торкиль Онундссон, человек с востока из Ругаланна, поселился первым на этом месте» (др.-сканд. Þorkil Onundsson, austmaþr af Hrua-lande, byggþe þe(n)a staþ fyrst). Людьми с востока, очевидно, называли норвежцев, в отличие от людей с запада — ирландцев и шотландцев. Корень «Vestman», означающий «человек с запада», также встречается в современных географических названиях.
Согласно «Саге о фарерцах», на мысу Тинганес в Торсхавне собирался совет — альтинг, разрешавший споры и принимавший законы. Участвовать в альтинге имели право все свободные мужчины. Предположительно альтинг возник в IX веке, позже его название изменилось на Лёгтинг. Около 1000 года Сигмунд Брестиссон, выходец с Фарерских островов на службе конунга Норвегии Олафа Трюггвасона, был отправлен на Фарерские острова, чтобы завоевать их для Норвегии. Сигмунд Брестиссон справился с этой задачей, а также распространил на островах христианство. Хотя впоследствии он был убит, острова надолго попали под власть Норвегии.
Норвежский король Сверре Сигурдссон провёл своё детство на островах, так как его отчим Унос был фарерцем. Сверре получил на Фарерских островах хорошее образование и был рукоположён в священники.
До XIV века Фарерские острова были включены в систему скандинавской морской торговли. Все товары, предназначенные для экспорта и импорта, должны были проходить через Берген, где с них взимался таможенный налог. Вместе с тем, удобное положение островов привлекало набирающий силу Ганзейский Союз. Попытки сопротивления Норвегии закончились в 1348 году, когда в результате эпидемии чумы её население уменьшилось в десять раз.

## После XIV века
Острова оставались владением Норвегии до 1380 года, когда они вместе с ней вошли в Датско-норвежскую унию. Альтинг, к тому моменту фактически выполнявший функции суда, был переименован в Лёгтинг. Он является предшественником современного фарерского парламента.

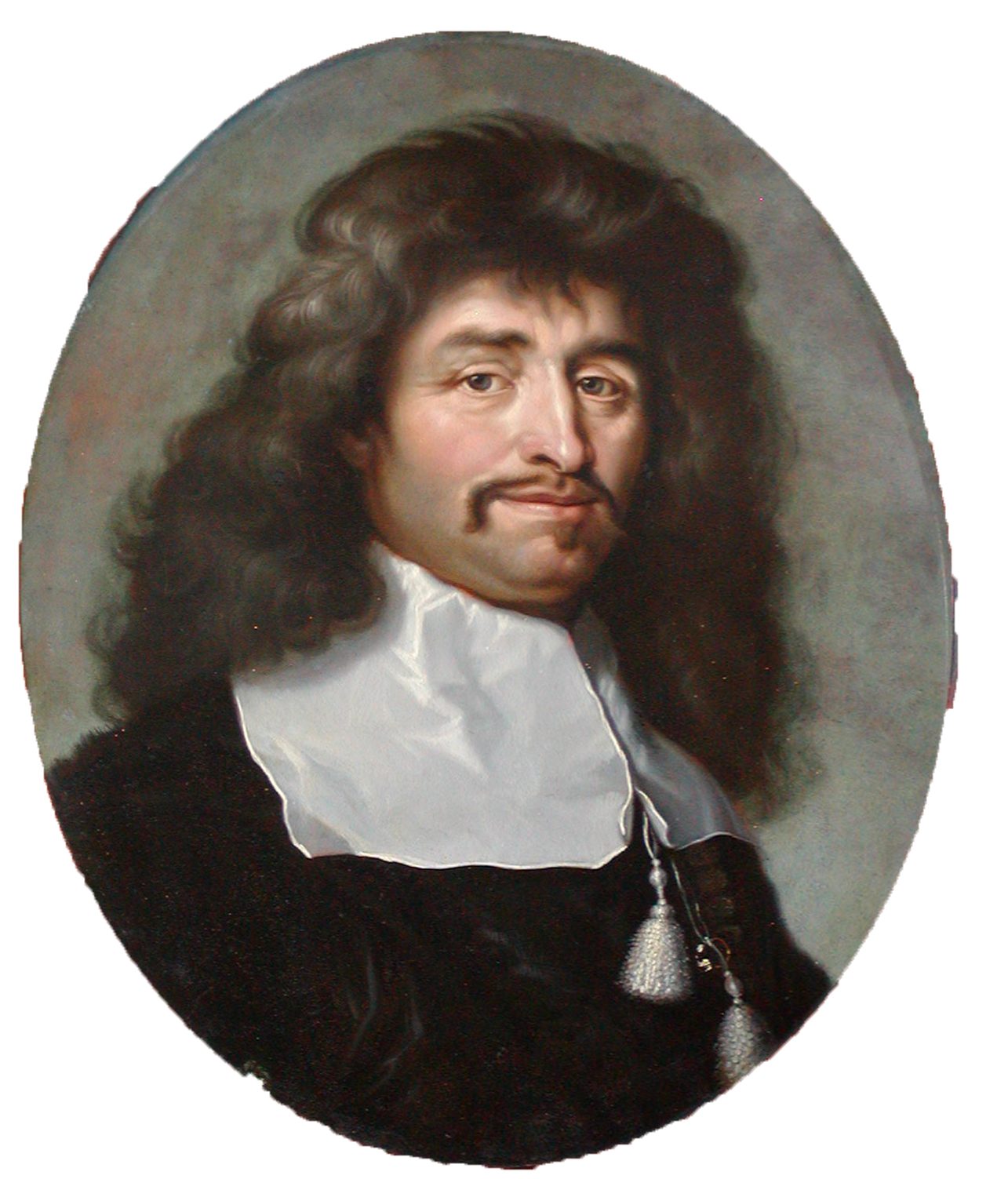
Кристофер Габель, портрет работы Карела ван Мандера

В 1390-е годы на короткий период острова отошли в подчинение оркнейского графа Генри Синклера, вассала Норвегии. В результате борьбы за престол королём Дании в 1536 году стал Кристиан III. Он вынужден был поддержать приведшую его к власти партию, и в результате была установлена монополия на фарерскую торговлю, которая формально принадлежала королю, а реально все торговые вопросы решал немецкий купец Томас Кёппен. Кристиан, который ввёл в Дании лютеранство, сделал его формально государственной религией также и на Фарерских островах. В течение пяти лет церковное имущество перешло государству, а датский стал языком богослужения. В XVI веке острова сильно страдали от набегов британских пиратов, так что в 1578 году датский король вынужден был послать на Фарерские острова Магнуса Хейнасона с целью наведения порядка в Северной Атлантике. В результате компромисса между островами и Данией монополия на фарерскую торговлю перешла от короля к назначенному им чиновнику, которым и стал сам Магнус. В дальнейшем торговая монополия сохранялась до 1 января 1856 года и существенно тормозила развитие фарерской экономики. Для улучшения ситуации 19 января 1661 года Фарерские острова были переданы в частное пользование Кристоферу Габелю, а затем по наследству отошли его сыну Фредерику. Правление Габелей сопровождалось столь масштабными злоупотреблениями, что в 1708 году король забрал острова обратно.
По Кильскому мирному договору 1814 года Дания уступила Норвегию Швеции, но сохранила за собой Фарерские острова.

За рамками сделки остались бывшие норвежские владения — Гренландия, Исландия и Фарерские острова — вероятно, потому, что шведские переговорщики просто не знали об их исторической связи с Норвегией.

— Улав Ристе
В 1816 году Лёгтинг был упразднён и заменён датским судом. Официальным языком островов был датский, употребление фарерского не приветствовалось. По конституции 1849 года острова получали право посылать двух представителей в датский парламент, а в 1852 году был восстановлен Лёгтинг, получивший совещательную функцию. Это дало толчок к появлению движений, выступавших за независимость островов от Дании. В 1890 году появилась стандартизованная форма фарерского языка.

## Первая мировая война
Фарерские острова во время Первой мировой войны были нейтральными, как и остальная часть Королевства Дания, но ощутили на себе последствия войны. Линии снабжения и связи архипелага с Данией через Северное море были отрезаны или нарушены в результате военных действий. Война оказала большое влияние на экономическую и политическую жизнь Фарерских островов, население которых составляло около 20 000 человек.
В 1917 году Германия начала неограниченную подводную войну, что также повлияло на рыболовство к юго-западу от Фарерских островов. Великобритания строго следила за соблюдением блокады Германии, требуя от судов, курсирующих между Фарерскими островами и Данией, заходить в Оркнейские острова, которые находились в зоне подводных войн. Некоторые фарерские суда были потоплены во время войны, но никто из моряков не погиб. Как и Исландия, которая также входила в состав Датского королевства, Фарерские острова хотели иметь безопасный торговый путь на запад, в Северную Америку. Когда в 1917 году более 3 000 фарерцев подписали «обращение» к британскому правительству с просьбой о создании торгового пути на запад, это вызвало политический кризис в отношениях с Данией, известный как «Дело об обращении». Распад империй и образование новых национальных государств в Европе после Первой мировой войны также повлияют на развитие движения за независимость Фарерских островов.

## Вторая мировая война

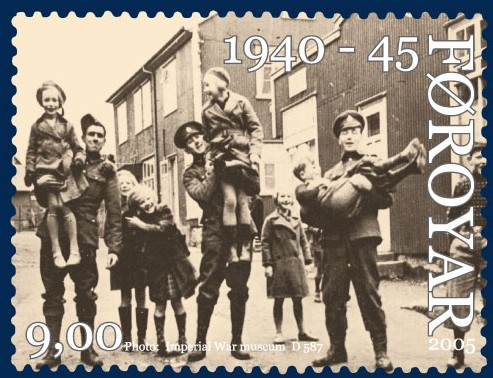
Фарерская почтовая марка 1995 года в память о «дружественной» британской оккупации

В апреле 1940 года Дания была оккупирована фашистской Германией. Чтобы предотвратить оккупацию Германией стратегически расположенных Фарерских островов, британские войска сами оккупировали острова. Великобритания построила базу авиации на острове Воар. Кроме этого, фарерские рыбаки поставляли рыбу Великобритании, в которой в это время действовало рационирование продуктов.
Лёгтинг получил законодательную власть, а бывший датский префект Карл Оге Хильберт продолжил возглавлять исполнительную власть. Так как фарерские суда не могли ходить под датским флагом, британские власти признали фарерский флаг в качестве государственного. Хотя во время войны были попытки провозгласить независимость островов, британские власти не вмешивались во внутренние дела территории, ожидая освобождения Дании.
Британская оккупация, достаточно популярная среди населения островов, окончилась в мае 1945 года. Последний британский солдат оставил территорию Фарерских островов в сентябре того же года. Пятилетний период фактической независимости от Дании усилил сепаратистские настроения на островах и привёл к послевоенным событиям, результатом которых стало установление автономии Фарерских островов в составе Дании.

## Новейшая история

Фарерский флаг

До 1948 года Фарерские острова имели статус амта (территориальной единицы) Дании. В 1946 году был проведён референдум о полной независимости островов, на котором большинство населения проголосовало за независимость. Однако лишь две трети населения приняли участие в референдуме, и на этом основании правительство Дании признали его результаты недействительными, а король Дании распустил фарерское правительство. Последовавшие за этим выборы в Лёгтинг выиграли противники независимости, и в 1948 году был принят Акт о Фарерском самоуправлении, предоставивший островам частичную автономию в составе Дании. Фарерский язык получил статус основного официального, хотя датский входил в школьную программу в качестве обязательного. Датские власти также признали флаг Фарерских островов.
В 1973 году, когда Дания присоединилась к Европейскому экономическому сообществу, Фарерские острова отказались войти в ЕЭС, в основном из-за несогласия с европейской политикой в области рыболовства.
В 1980-е годы в экономике островов наблюдался значительный подъём, связанный с устойчивым спросом на рыбу на мировом рынке. В 1990-е годы, напротив, начался острый кризис, связанный, во-первых, с истощением запасов рыбы в Северной Атлантике, а во-вторых, с непропорционально большими расходами фарерского правительства. Национальный долг достиг 9,4 миллиарда датских крон. В октябре 1992 года Фарерский национальный банк (Sjóvinnurbankin) вынужден был просить Данию о введении непосредственного управления и выделения дотаций. Дания первоначально выделила дотацию в 500 миллионов крон, но затем повысила её размер до 1,8 миллиарда крон. Были введены меры экономии, сокращены расходы, увеличены налоги, и на 10 % снижена зарплата государственным служащим.
Первоначально меры негативно сказались на благосостоянии островов. По оценкам, 6 % населения островов эмигрировали, большинство в Данию. Безработица в Торсхавне достигла 20 %, а на малых островах ещё выше. В 1993 году Sjóvinnurbankin слился со вторым по величине банком Фарерских островов, Føroya Banki. Третий по величине банк обанкротился и прекратил своё существование.
Безработица достигла своего пика (26 %) в январе 1994 года, после чего экономическое положение Фарерских островов начало улучшаться в результате введённых жёстких мер. В апреле 2000 года безработица составляла около 5 %. Рыболовство мало пострадало в результате кризиса, улов рыбы увеличивался. Эмиграция к 1995 году сократилась до 1 %, и в 1996 году население островов слегка выросло. Кроме того, на шельфе была обнаружена нефть. К началу 2000-х годов фарерская экономика полностью вышла из кризиса, что усилило сепаратистские настроения. В 2001 году планировалось провести референдум о шагах к провозглашению независимости. Референдум, однако, был отозван после того, как премьер-министр Дании обещал, что отзовёт субсидии в случае положительного исхода.